# Liste der Naturschutzgebiete im Landkreis Esslingen
Im Landkreis Esslingen gibt es 29 Naturschutzgebiete. Für die Ausweisung von Naturschutzgebieten ist das Regierungspräsidium Stuttgart zuständig. Nach der Schutzgebietsstatistik der Landesanstalt für Umwelt, Messungen und Naturschutz Baden-Württemberg (LUBW) stehen 2.347,34 Hektar der Landkreisfläche unter Naturschutz, das sind 3,66 Prozent.

## Naturschutzgebiete im Landkreis Esslingen
| Name                                      | Bild | Kennung               | Einzelheiten | Position | Fläche Hektar | Datum         |
| ----------------------------------------- | ---- | --------------------- | --- | -------- | ------------- | ------------- |
| Schopflocher Moor (Torfgrube)             |      | 1.013 WDPA: 82552     | Bissingen an der Teck, Lenningen Reste des bedeutendsten Hochmoores auf der Schwäbischen Alb. | ⊙        | 76,4          | 21. Juli 1983 |
| Eichhalde                                 |      | 1.024 WDPA: 7058      | Bissingen an der Teck Schafweide am Albrand mit einzelnen Weidebäumen. | ⊙        | 80,6          | 22. Sep. 1969 |
| Randecker Maar mit Zipfelbachschlucht     |      | 1.029 WDPA: 82369     | Bissingen an der Teck, Weilheim an der Teck Erhaltung eines in seiner ursprünglichen Form bestehenden Albmaares wegen seiner Bedeutung für die Wissenschaft und seines hohen Wertes für das Landschaftsbild der Schwäbischen Alb. Heute wird das Randecker Maar durch den Zipfelbach entwässert, der durch rückschreitende Erosion in den nördlichen Maarrand eine Schlucht gegraben hat, die noch typische Schluchtflora und -fauna aufweist. | ⊙        | 111,1         | 10. Aug. 1982 |
| Schönrain                                 |      | 1.044 WDPA: 82550     | Neckartenzlingen Rechtsseitiger Steilhang am Neckar mit floristisch reichem Halbtrockenrasen. | ⊙        | 6,7           | 1. Okt. 1973  |
| Neuffener Heide                           |      | 1.068 WDPA: 82240     | Neuffen Landschaftsbestimmende Heide im Hangbereich des Hohenneuffen mit typischer Pflanzen- und Tierwelt, Vorkommen seltener geschützter Pflanzenarten im Halbtrockenrasen. | ⊙        | 16,6          | 22. Sep. 1978 |
| Erkenbergwasen                            |      | 1.072 WDPA: 81618     | Neidlingen Floristisch und faunistisch reiche Heidefläche in landschaftlich hervorgehobener Lage. | ⊙        | 15,9          | 2. März 1979  |
| Grienwiesen (Schüle-See)                  |      | 1.085 WDPA: 81755     | Unterensingen Baggersee mit gut ausgebildeten Verlandungszonen. Rastplatz durchziehender Vögel; Vogelschutzgebiet. Der Schüle-See bildt zusammen mit dem NSG Am Rank (Röhmsee) ein zusammenhängendes Schutzgebiet. | ⊙        | 11,2          | 13. Aug. 1980 |
| Wernauer Baggerseen                       |      | 1.090 WDPA: 82897     | Wernau (Neckar), Wendlingen am Neckar, Köngen Wertvoller Lebensraum für wildlebende Tiere und Pflanzen; überregional bedeutsamer Rastplatz für feuchtigkeitsgebundene Vogelarten; ökologischer Ausgleichsraum und hochwertiges naturkundliches Lehr- und Studiengebiet. Die Wernauer Baggerseen bilden zusammen mit dem NSG Neckarwasen ein zusammenhängendes Schutzgebiet. | ⊙        | 31,7          | 5. Juni 1981  |
| Am Rank (Röhmsee)                         |      | 1.095 WDPA: 81291     | Unterensingen Überregional bedeutsame Ausgleichsfläche, insbesondere als Rückzugsgebiet für bedrohte Vogelarten. | ⊙        | 12,5          | 16. Nov. 1981 |
| Alter Neckar                              |      | 1.141 WDPA: 162117    | Altbach, Esslingen am Neckar Altarm des Neckars als seltenes Relikt früherer Flußgeschichte, Brut- und Lebensraum sowie Rückzugsgebiet für viele bedrohte Pflanzen- und Tierarten. | ⊙        | 20,9          | 6. Apr. 1992  |
| Wernauer Lehmgrube                        |      | 1.143 WDPA: 166250    | Wernau (Neckar) Sekundärbiotop in fortgeschrittenem Sukzessionsstadium, mit Trocken- und Naßflächen, Steilhängen und Wasserflächen; ökologisch wertvolle Ausgleichsfläche im ortsnahen Bereich, Lebensraum zahlreicher besonders gefährdeter Tiere, vor allem Reptilien, Amphibien, Vögel und Insekten. | ⊙        | 5,5           | 15. Apr. 1986 |
| Oberes Lenninger Tal mit Seitentälern     |      | 1.152 WDPA: 164881    | Lenningen Zusammenhängendes, naturnahes Gebiet mit zahlreichen, verschiedenartigen Lebensräumen, wie Laubwälder, Wiesenauen, Felsen, Heiden, Feuchtgebiete und Quellen. Mit zahlreichen geschützten Geotopen ist das Gebiet auch von großer höhlenkundlicher Bedeutung. | ⊙        | 603,8         | 1. Juni 1993  |
| Stettener Bach                            |      | 1.156 WDPA: 165736    | Esslingen am Neckar, Aichwald Landschaftlich und biologisch wertvolle naturnahe Keuperklinge im Schurwald mit Schluchtwaldflora und -fauna. | ⊙        | 52,7          | 12. Sep. 1990 |
| Denkendorfer Erlachsee                    |      | 1.158 WDPA: 162722    | Denkendorf Feuchtgebiet mit offener Wasserfläche, Röhricht- und Verlandungszonen, Ufergehölz und natürlichem Bruchwald. | ⊙        | 4,4           | 5. Jan. 1989  |
| Limburg                                   |      | 1.177 WDPA: 164460    | Weilheim an der Teck Charakteristisches Landschaftsbild der Limburg mit reich gegliederter Nutzungsstruktur: extensive Streuobstwiesen, Heideflächen, Wald- und Gebüschzonen mit Saumpflanzengesellschaften, feuchte Senken und Bachläufe; wissenschaftlich und naturgeschichtlich erhaltenswert. | ⊙        | 175,0         | 21. Dez. 1990 |
| Häslachwald                               |      | 1.180 WDPA: 163551    | Stuttgart, Ostfildern Mosaik unterschiedlicher Lebensräume; Wald mit artenreicher Krautschicht, Ufergehölz der Körsch als Rest eines Auenwaldes und Streuobstwiese inmitten intensiv genutzter Landschaft. | ⊙        | 49,5          | 22. Juli 1991 |
| Neckarwasen                               |      | 1.184 WDPA: 164770    | Köngen, Wendlingen am Neckar Ökologische Ausgleichsfläche im stark belasteten Verdichtungsraum des Neckartales; überregional bedeutsames Rastgebiet für Vögel; Funktion für die Luftreinigung und -erneuerung sowie Wasserrückhaltung und Grundwasseranreicherung. | ⊙        | 13,1          | 23. März 1992 |
| Wiestal mit Rauber                        |      | 1.185 WDPA: 166308    | Holzmaden, Kirchheim unter Teck, Ohmden Für den Landkreis Esslingen fast einmaliger Lebensraum, der auch überregionale Bedeutung hat; mit vielfältigen Strukturen wie ausgedehnte Feuchtflächen in Verbindung mit trockenen Bereichen hat das Gebiet einen hohen ökologischen Wert. | ⊙        | 134,9         | 13. Aug. 1992 |
| Unter dem Burz                            |      | 1.190 WDPA: 165991    | Neidlingen Landschaftsbestimmende Heide mit Kalkmagerrasen, Gehölzgruppen und wärmeliebende Säume; Streuobstwiesen und Salbeiglatthaferwiesen; naturnahe Laubwälder, insbesondere trockener Weißjurahangbuchenwald und frischer Weißjurahangbuchenwald mit Übergängen zum Schluchtwald. | ⊙        | 26,1          | 20. Nov. 1992 |
| Nägelestal                                |      | 1.191 WDPA: 164749    | Kirchheim unter Teck Durch verschiedene Nutzungen geprägtes Gebiet; Ödland und Brachflächen, Bachläufe, feuchte Senken und Stillgewässer, Hohlwege und Streuobstwiesen. | ⊙        | 20,7          | 16. Dez. 1992 |
| Jusi-Auf dem Berg                         |      | 1.192 WDPA: 163960    | Kohlberg (Württemberg), Neuffen Vielfältig strukturierte, durch Vulkanismus geprägte Landschaft mit Heideflächen, Gebüschen, Hecken, Streuobstwiesen, extensiven, artenreichen Wiesen, naturnahen Laubwäldern und wärmeliebenden Waldsäumen | ⊙        | 49,5          | 28. Dez. 1992 |
| Krähenhäule                               |      | 1.197 WDPA: 164223    | Esslingen am Neckar Ehemalige Schießbahn; sehr kleinstrukturierte Sukzessionsfläche auf der in engem Raum trockene, feuchte und nasse Biotope vorkommen; zahlreiche typische und gefährdete Tier- und Pflanzenarten. | ⊙        | 4,6           | 10. Dez. 1993 |
| Schaichtal                                |      | 1.210 WDPA: 165357    | Aichtal, Altenriet, Schlaitdorf, Waldenbuch, Walddorfhäslach, Dettenhausen Landschaftlich reizvolles Bachtal im Schönbuch mit offener, reich strukturierter Aue; kleinräumiger Wechsel von Wiesen und Brachen mit von Gehölzen begleiteten Bachläufen, umgeben von Waldhängen mit Quellbächen und Schluchtwaldfragmenten; durch pflegliche Bewirtschaftung sollen die miteinbezogenen Waldbestände naturnah und standortgemäß in Mischwald zurückgeführt werden. Das Schaichtal ist Teil des Naturparks Schönbuch.                                                                                 | ⊙        | 271,6         | 23. Feb. 1995 |
| Neuffener Hörnle-Jusenberg                |      | 1.226 WDPA: 164792    | Neuffen Vielfältige, biologisch wertvolle Biotopstrukturen; strukturreiche Waldflächen, Bruchwand als geologischer Aufschluss; die natürliche Sukzession wird auf kleineren Teilflächen aus Artenschutzgründen geduldet. | ⊙        | 47,6          | 21. Nov. 1997 |
| Kurzer Wasen-Roter Wasen                  |      | 1.230 WDPA: 318698    | Weilheim an der Teck Vielfältige, biologisch wertvolle Biotopstrukturen; strukturreiche Wälder und Waldsäume mit ihrer jeweils typischen Baum-, Strauch- und Krautschicht; die Erhaltung und Entwicklung des Gebietes aus wissenschaftlichen, landeskundlichen und kulturellen Gründen sowie wegen seiner landschaftlichen Vielfalt, Eigenart und Schönheit wird angestrebt. | ⊙        | 29,1          | 8. Mai 1998   |
| Teck                                      |      | 1.237 WDPA: 319199    | Bissingen an der Teck, Dettingen unter Teck, Owen, Lenningen Landschaftlich herausgehobene, vielfältige Kulturlandschaft mit großflächigen Heiden, Feucht- und Trockenwiesen, Streuobstwiesen, Hecken, Waldsäumen, Alleen, Hainen, Solitärbäumen, Felsen, Höhlen, Quellen und seltenen naturnahen Waldgesellschaften; besonders abwechslungsreiches, reizvolles und typisches Landschaftsbild; für die Erholung hochwertiger, aber schutzbedürftiger Raum, verbunden mit der Regelung von Sport-, Spiel- und Freizeitaktivitäten; aus landeskundlichen und kulturellen Gründen bedeutendes Gebiet. | ⊙        | 386,4         | 9. Nov. 1999  |
| Tobeltal mit Mittagsfels und Wielandstein |      | 1.265 WDPA: 344838    | Lenningen Ein typisches tiefeingeschnittenes Kerbtal von außerordentlich hoher ökologischer Vielfalt und naturgeschichtlichem Wert an den Randhöhen der Mittleren Kuppenalb. | ⊙        | 151,4         | 3. Jan. 2005  |
| Musberger Eichberg                        |      | 1.271 WDPA: 378130    | Leinfelden-Echterdingen Ein in dieser Form einzigartiger, ökologisch hochwertiger und artenreicher Biotopkomplex mit einem kleinräumigen Wechsel von Magerrasen, extensiv genutzten Streuobstwiesen, Hecken, Rainen, Säumen, Feldgehölzen und Eichenhainen. | ⊙        | 14,3          | 9. Okt. 2007  |
| Siebenmühlental                           |      | 1.276 WDPA: 555514008 | Steinenbronn, Waldenbuch, Filderstadt, Leinfelden-Echterdingen Das Tal bietet über 200 Pflanzenarten, 80 Vogelarten, 14 Reptilien- und Amphibienarten und über 50 Tag- und Nachtfalterarten Lebensraum. | ⊙        | 98,4          | 6. Okt. 2010  |
| Legende für Naturschutzgebiet             |      |                       | |          |               |               |